# Osuga Valles
Osuga Valles je údolí či bývalé řečiště na povrchu Marsu, údolí má délku kolem 164 km a šířku až 20 km. Nachází se přibližně 170 km na jih od Eos Chaos, které je samotné na východ od systému Valles Marineris. V blízkosti údolí Osuga Valles se nachází i poměrně hojné množství impaktních kráterů.

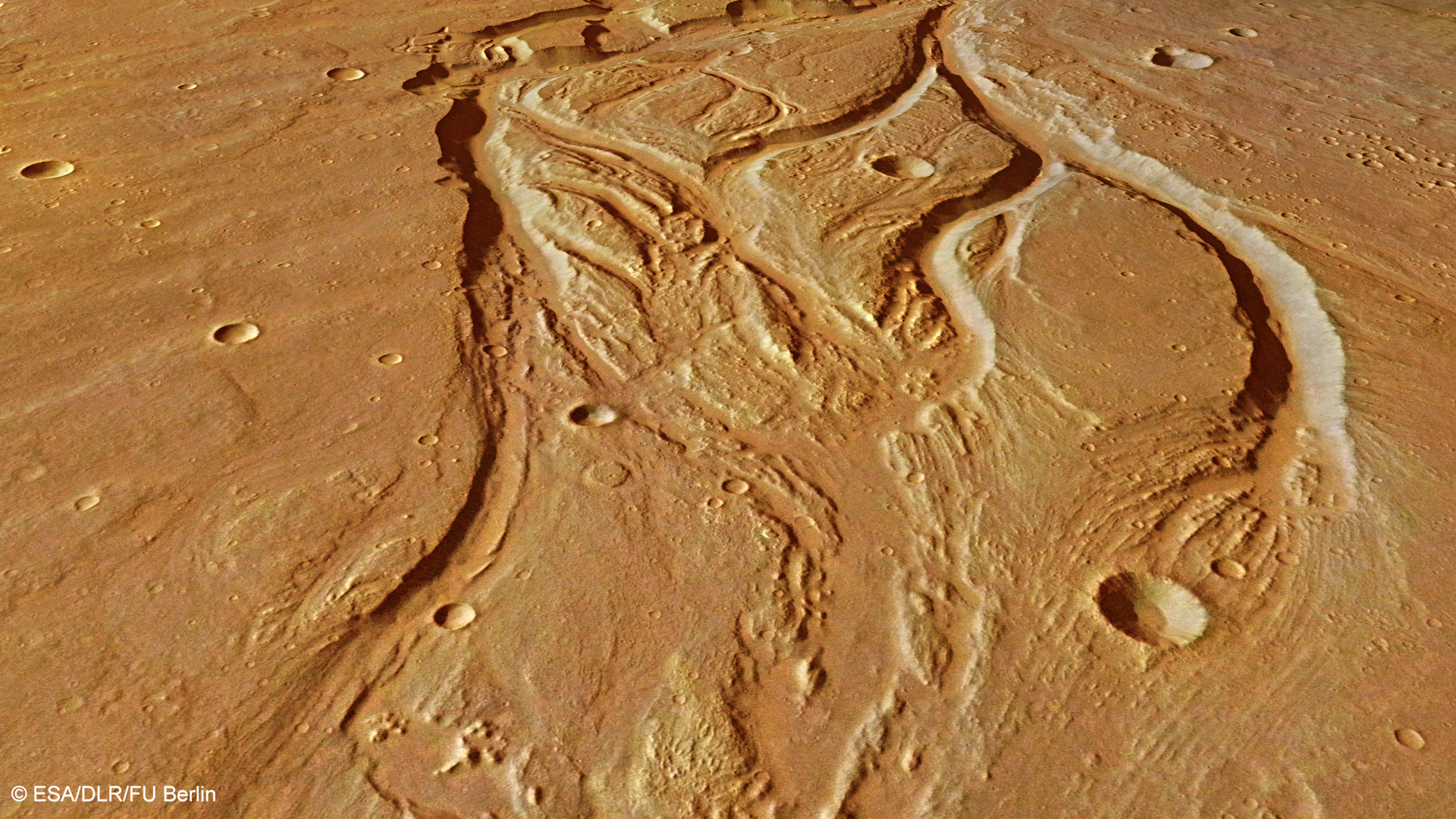
Osuga Valles vytvořené za spolupráce ESA a DLR a FU Berlin.
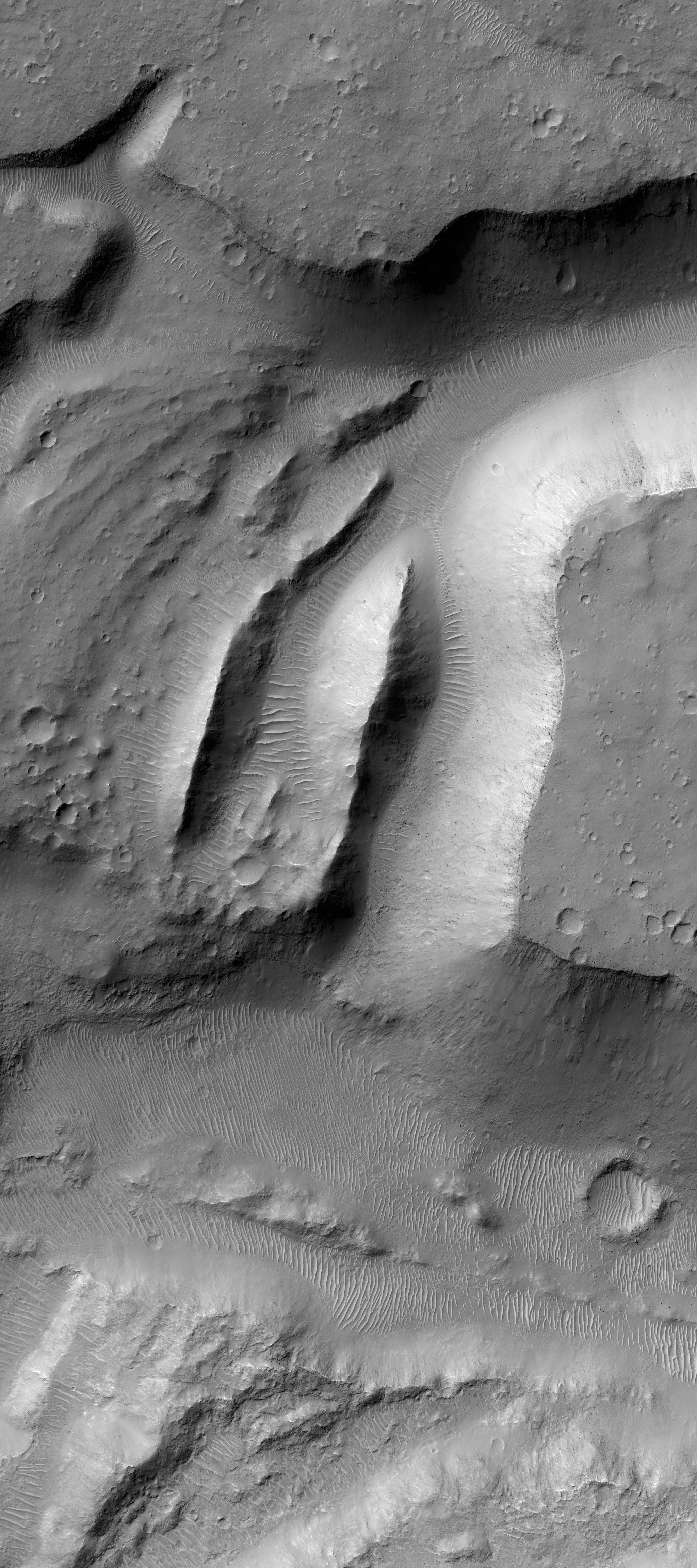
Oblast údolí Osuga Valles pozorováno z sondy HiRISE.